# Villers-Sir-Simon
Villers-Sir-Simon ist eine französische Gemeinde mit 136 Einwohnern (Stand 1. Januar 2022) im Arrondissement Arras des Départements Pas-de-Calais. Sie liegt im Kanton Avesnes-le-Comte und ist Mitglied des Kommunalverbandes Campagnes de l’Artois.
|          | Penin             |                 |
| Ambrines | Kompass           | Izel-lès-Hameau |
|          | Givenchy-le-Noble | Manin           |

## Sehenswürdigkeiten

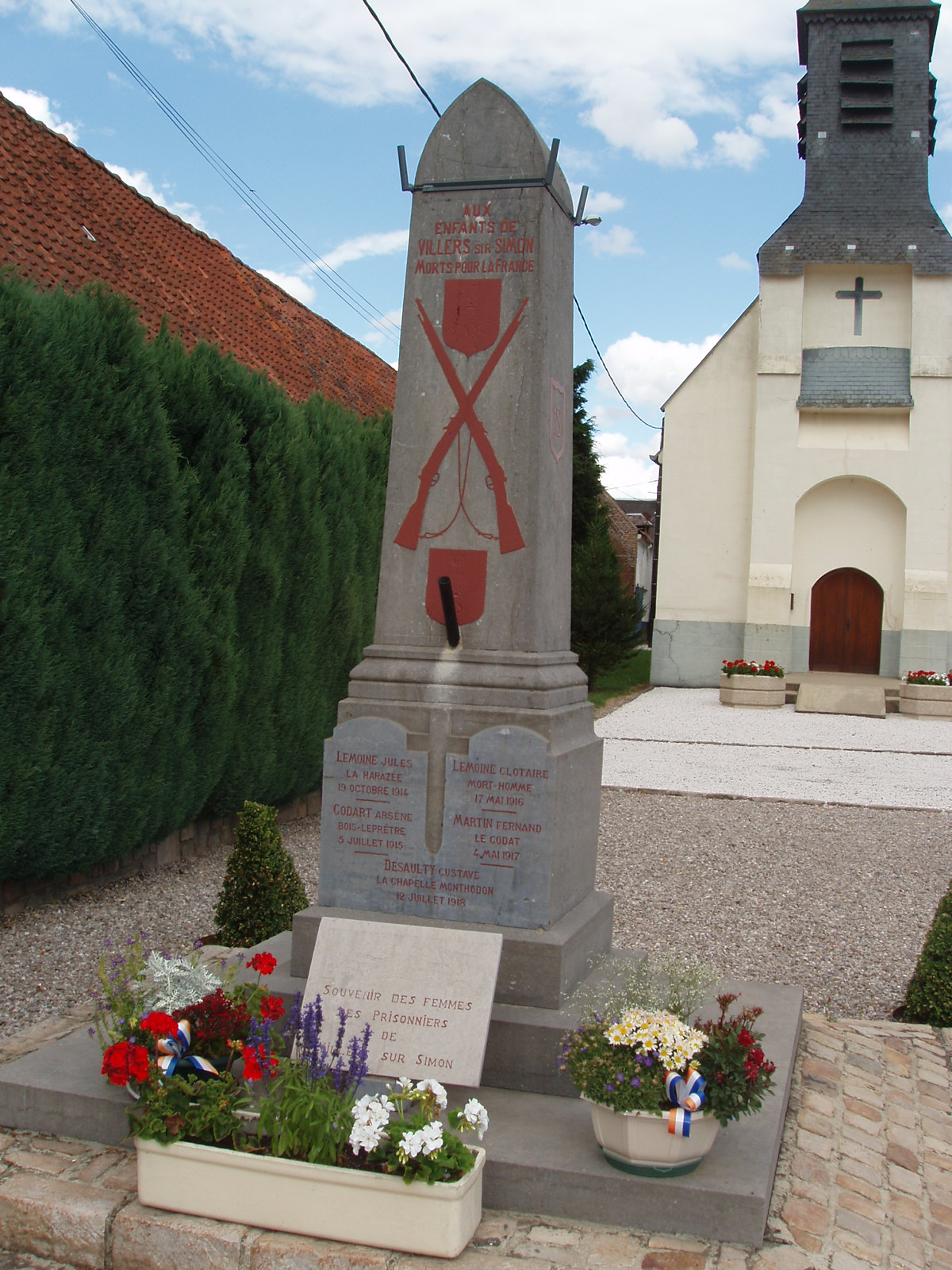
Kriegerdenkmal
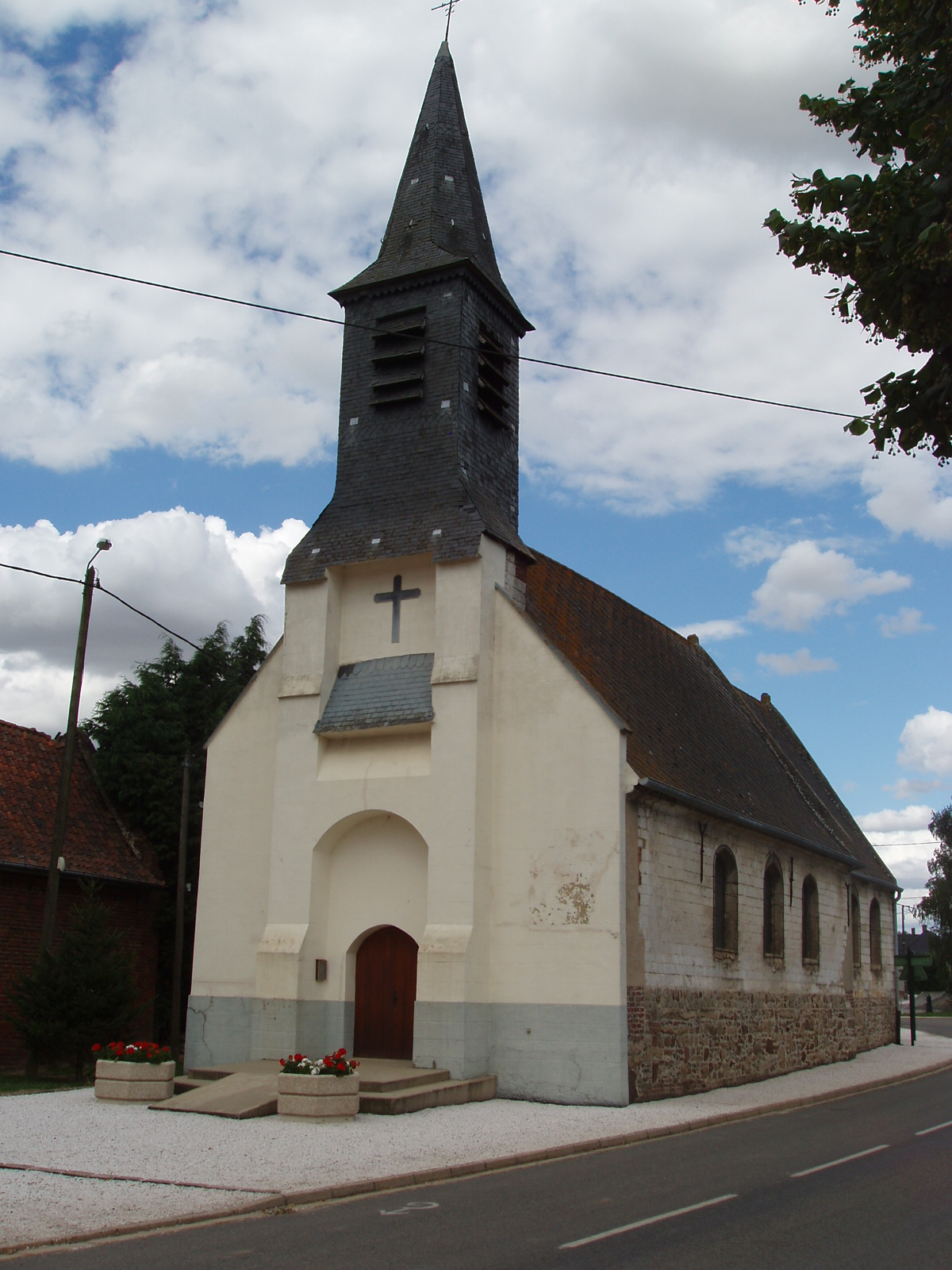
Kirche Saint-Éloi